# Nationaal Park Keibul Lamjao
Het Nationaal Park Keibul Lamjao is een nationaal park in het district Bishnupur in de deelstaat Manipur gelegen in Noordoost-India. Het park heeft een oppervlakte van 40 vierkante kilometer.
Het nationaal park wordt gekenmerkt door vele drijvende ontbindende plantaardige materialen die ter plaatse phumdis worden genoemd. Het is het natuurlijke toevluchtsoord van de met uitsterven bedreigde lierherten (Cervus eldii). Dit dier is op de lijst van bedreigde diersoorten gezet door de IUCN. Het park werd aanvankelijk in 1966 als heiligdom betiteld en werd vervolgens in 1977 uitgeroepen als nationaal Park door middel van een publieke kennisgeving. De wet heeft lokale ondersteuning en het publieke bewustzijn gegenereerd.